# ريفرديل (جورجيا)
ريفرديل (بالإنجليزية: Riverdale, Georgia)‏ هي مدينة تقع في مقاطعة كلايتون، جورجيا بولاية جورجيا في الولايات المتحدة. تبلغ مساحة هذه المدينة 11 (كم²)، وترتفع عن سطح البحر 282 م، بلغ عدد سكانها 15134 نسمة في عام 2010 حسب إحصاء مكتب تعداد الولايات المتحدة.

## أعلام
- أشلي هولكومب
- كريس هانسون
- كوردي غلين
- سيسيل ترافيس

## وصلات خارجية
- Cities & Counties - Georgia.gov